# Ker-Choo
Ker-Choo è un cortometraggio muto del 1908 diretto da Gilbert M. 'Broncho Billy' Anderson.

## Produzione
Il film fu prodotto dalla Essanay Film Manufacturing Company.

## Distribuzione
Il film uscì nelle sale cinematografiche USA il 6 maggio 1908: nelle proiezioni, veniva programmato con il sistema dello split reel, accorpato in un'unica bobina con un altro cortometraggio della Essanay diretta da Anderson, la commedia Don't Pull My Leg.